# Scotoleon quadripunctatus
Scotoleon quadripunctatus är en insektsart som först beskrevs av Philip J. Currie 1898.  Scotoleon quadripunctatus ingår i släktet Scotoleon och familjen myrlejonsländor. Inga underarter finns listade i Catalogue of Life.